# آستین پک
آستین پک (انگلیسی: Austin Peck؛ زادهٔ ۹ آوریل ۱۹۷۱) یک هنرپیشه اهل ایالات متحده آمریکا منطقه هونولولو، هاوایی، است. وی از سال ۱۹۹۱ میلادی تاکنون مشغول فعالیت بوده‌است.
از فیلم‌ها یا برنامه‌های تلویزیونی که وی در آن نقش داشته است می‌توان به سپیده‌دم اشاره کرد.